# Exploateringsfilm

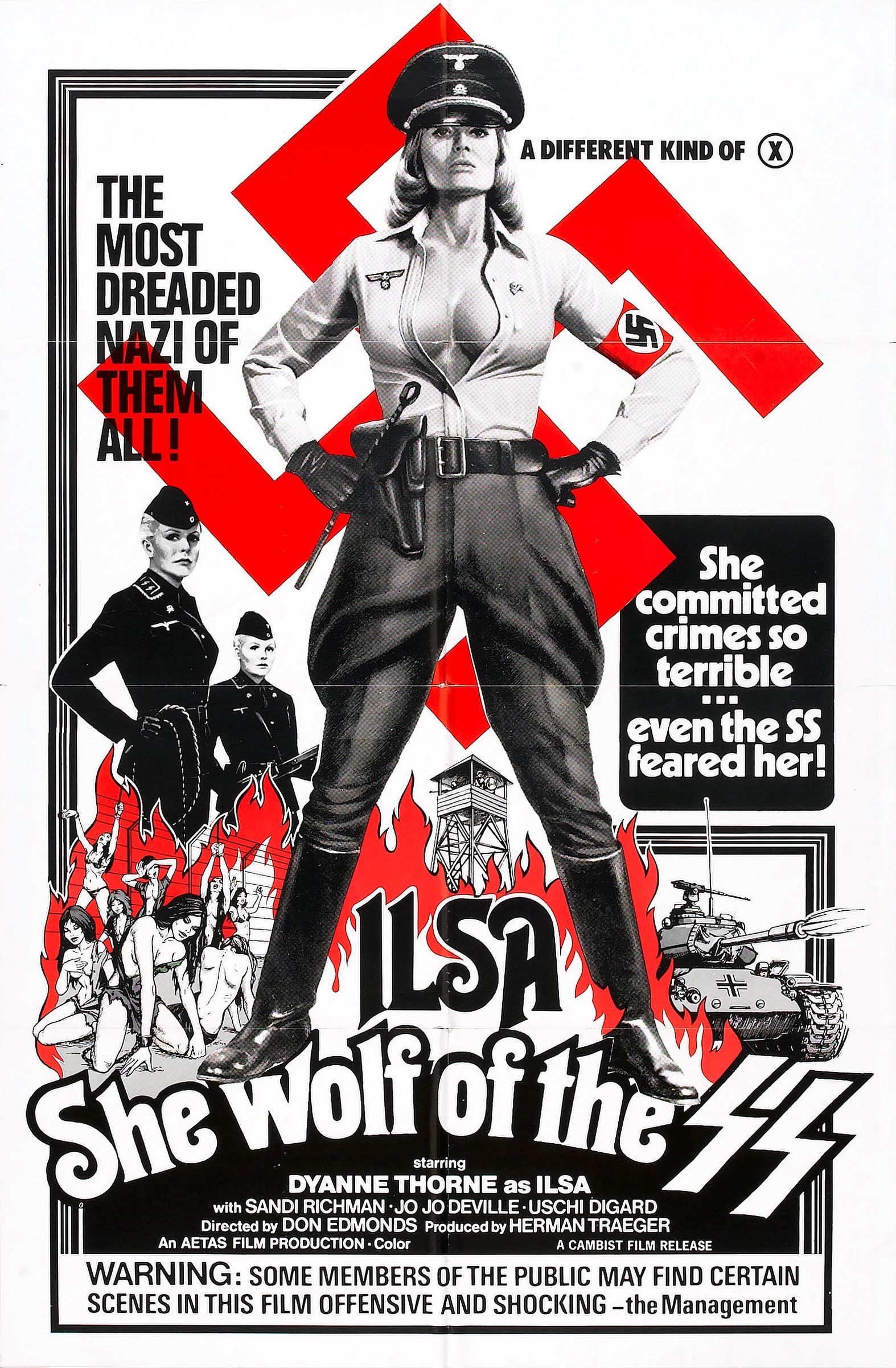
Ilsa, She Wolf of the SS (1975), en "nazisploitation"-film

Exploateringsfilm är en filmgenre med många underkategorier. Det som utmärker en exploateringsfilm är dess fokus på våld, opåkallat sex, lockande/lögnaktiga titlar (ofta har en film fem-tio olika titlar - ibland fler) och filmaffischer, samt diverse tabun som ofta används för att locka publik snarare än dess konstnärliga kvaliteter. Filmerna är oftast gjorda på en låg budget med dåliga skådespelarinsatser. Många filmer har dock uppnått kultstatus; och vissa filmer har till och med blivit erkända som några av filmvärldens mest uppskattade, till exempel spaghettiwesternfilmen Den gode, den onde, den fule som rankas högt på IMDbs lista över världens bästa filmer.
Det finns dock inte någon klar definition av exploitation-genren och dess ramar, utan det är ofta en fråga om subjektiva uppfattningar om filmens innehåll och syfte. Exploateringsfilmer kan egentligen tillhöra vilken genre som helst, vanligast är dock skräckfilm, actionfilm och dokumentärfilm.

## Historia

### Fram till 1950

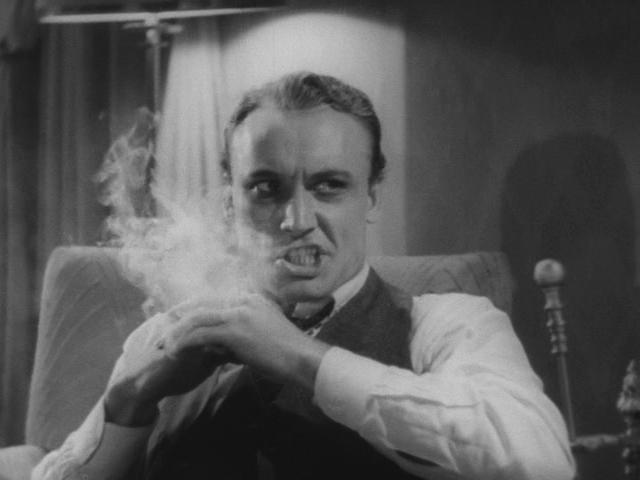
Reefer Madness, 1936.

Filmer som lever på ett rikt innehåll av exempelvis våld, sex, droger, förståndshandikappade, primitiva infödingar och annat som väcker fascination har existerat nästan lika länge som själva filmkonsten. Den första kända  pornografiska filmen är inspelad redan 1896, bara ett år efter den första offentliga filmvisningen.
Censurlagar (och i USA produktionskoden) och dåtidens teknik försvårade dock för dessa filmer att få någon större spridning utanför till exempel bordeller. 
Först på 1930- och 40-talet började man med filmer som Reefer Madness ta sig runt dessa lagar genom att rättfärdiga sitt fokus på tabubelagda ämnen med en saftig moralkaka som föll censuren i smaken - till exempel farorna med föräktenskapligt sex och droger, i synnerhet cannabis.

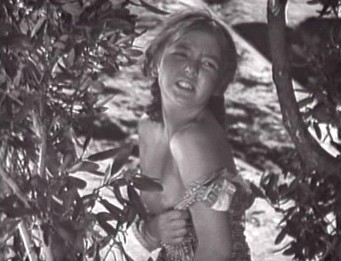
Childbride, 1942.

Child Bride från 1942 släpptes under förevändningen att uppmärksamma och skapa debatt om avsaknaden av lagar mot barnäktenskap i många amerikanska delstater. Det var dock i första hand den långdragna nakenbadsscenen med tolvåriga skådespelaren Shirley Mills som drog publik och som skrivit in filmen i historieböckerna.

### Storhetstid
Det skulle dock dröja fram till 1960- och 70-talet innan genren fick sitt stora genomslag i och med lättade censurlagar och en i största allmänhet mer avslappnad syn de tabun som utgör själva stommen för exploitationgenren. Framförallt i Italien och USA öste man ur sig filmer fullproppade med övergrepp på allt vad moral och anständighet heter.[källa behövs]
På grund av TV:s genombrott så blev många mindre biografer tvungna att slå igen eller erbjuda något som TV och de större biograferna saknade - det vill säga exploitationfilm, porr och liknande obskyr film. Dessa biografer skulle komma att kallas "grindhouses", en term som i USA blivit synonymt med exploitationfilm. Under 1980-talet tvingades dock dessa biografer stänga i och med att VHS-tekniken slog igenom.

## Sverige inom exploitationgenren

### Sverige - Himmel eller helvete
Sverige - Himmel eller helvete är en italiensk mondodokumentär från 1968. I filmen framställs Sverige som ett sexuellt depraverat land med skyhög självmordsstatistik, enorma missbruksproblem och MC-gäng som tillåts härja fritt på landsbygden.
"The children listen dutifully, perhaps a trifle bored, the same boredom that they will show when they fall in love, make love, commit suicide and so on".[källa behövs]
Filmen är dock mest känd[källa behövs] för att ha innehållit hitlåten "Mah Nà Mah Nà".

### Thriller - en grym film
Thriller - en grym film är en svensk rape & revengefilm från 1973. Filmen fick ett visst internationellt genomslag och räknas som en av de främsta filmerna inom rape & revengegenren. Regissören Quentin Tarantino har uppgett filmen som en inspirationskälla till Kill Bill.

## Typer av exploitationfilmer
| - Blaxploitation - Dyxploitation - Giallo - Hixploitation - Kannibalfilm | - Nazisploitation - Mondo - Nunsploitation - Rape & revenge - Sexploitation | - Shock exploitation - Spaghettiwestern - Splatter - Kvinnofängelsefilm |

## Exempel på filmtitlar
- Death Proof
- Motorsågsmassakern
- Sektor 236 - Tors vrede
- Thriller – en grym film
- Planet Terror
- Fredagen den 13:e
- Die Zombiejäger
- The Last House on the Left
- Coffy
- The Ninja Mission
- Mitt namn är Shaft
- Madness